# 阿里汗·布克伊哈诺夫
阿里汗·努尔穆罕默多维奇·布克伊哈诺夫（1866年3月5日—1937年9月27日）他是哈萨克的政治家、教师、作家、环境科学家，阿拉什运动的领导人。1937年，在斯大林的“大清洗”中被逮捕处决。1989年平反恢复名誉。